# Cugnon

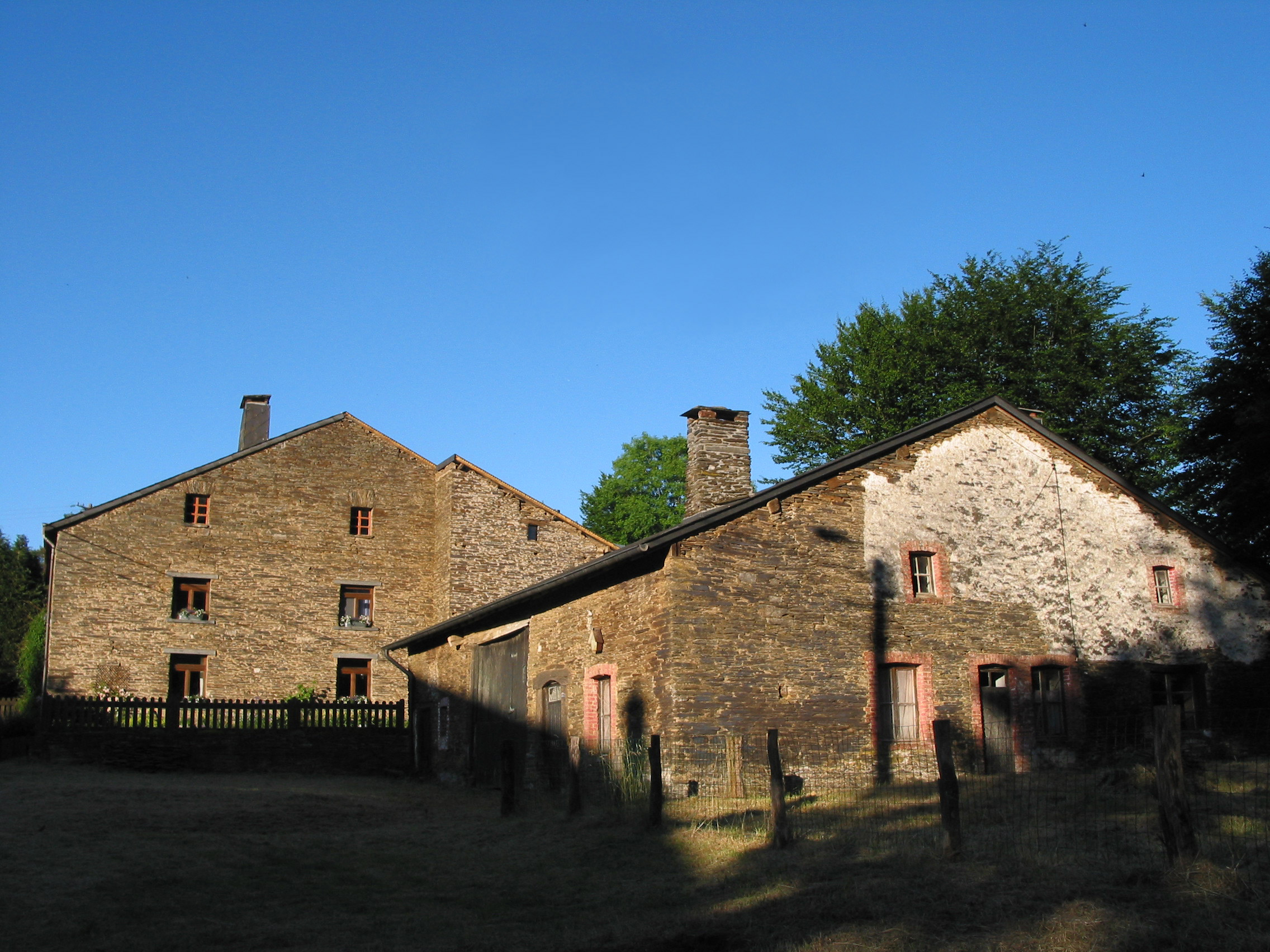
Cugnon.

Cugnon is een plaats gelegen in het arrondissement Neufchâteau en sinds een gemeentelijke herindeling van 1977 een deelgemeente van Bertrix.
In de deelgemeente liggen de voormalige gemeente Mortehan en het gehucht Thibauroche dat eerder hoorde bij de gemeente Muno, nu een deelgemeente van Florenville. Tot 1899 hoorden ook La Géripont en Auby-sur-Semois tot Cugnon. In dat jaar werd de gemeente Auby-sur-Semois opgericht door afsplitsing van de twee gehuchten van Cugnon.
Cugnon ligt aan de Semois.

## Demografische ontwikkeling
- Bronnen:NIS, Opm:1831 tot en met 1970=volkstellingen, 1976= inwoneraantal op 31 december
- 1900: Afsplitsing van Auby-sur-Semois

## Geboren in Cugnon
- Hubert Pierlot (1883-1963), eerste minister van 1939 tot 1945

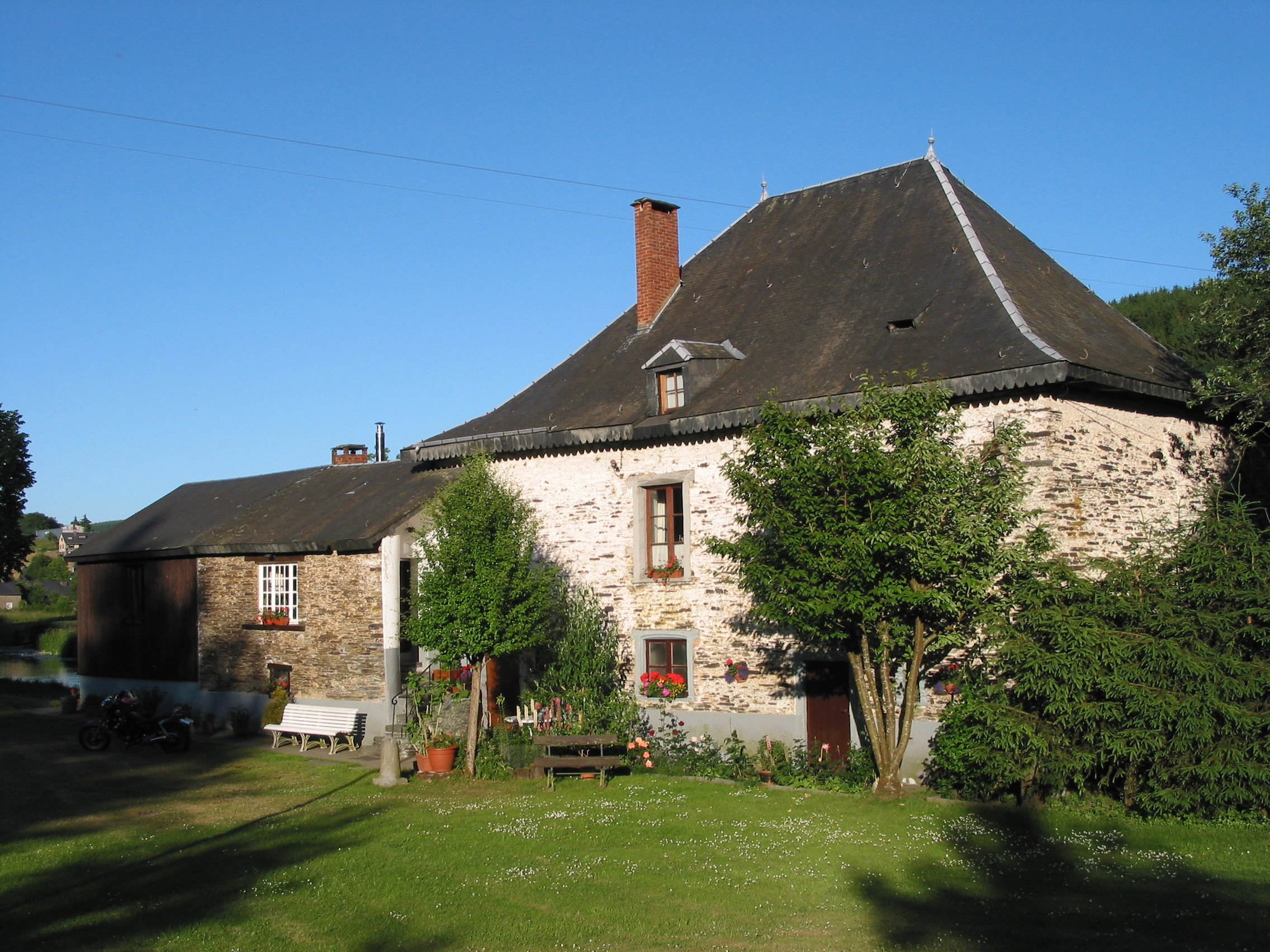
De molen aan de Semois.

Deelgemeenten: Auby-sur-Semois · Bertrix · Cugnon · Jehonville · Orgeo

Overige dorpen: Acremont · Assenois · Biourge · Blanchoreille · Glaumont · La Flèche · La Géripont · Luchy · Mortehan · Nevraumont · Rossart · Sart · Thibauroche

Belgische gemeenten · Arrondissement Neufchâteau · Luxemburg · Wallonië